# Mirko Jelusich
Mirko Jelusich /ˈmɪrko ˈjɛlusɪtʃ/, eigentlich Vojmir Jelusich [Vojmir Jelušić] (* 12. Dezember 1886 in Podmoklice, Stadt Semil, Böhmen; † 22. Juni 1969 in Wien) war ein österreichischer Schriftsteller, Theaterkritiker und Schlüsselperson der NS-Kulturpolitik in Österreich. Er wurde vor allem durch biographische Geschichtsromane bekannt, in denen er historische Persönlichkeiten als „‚Führer‘ verherrlichte“.

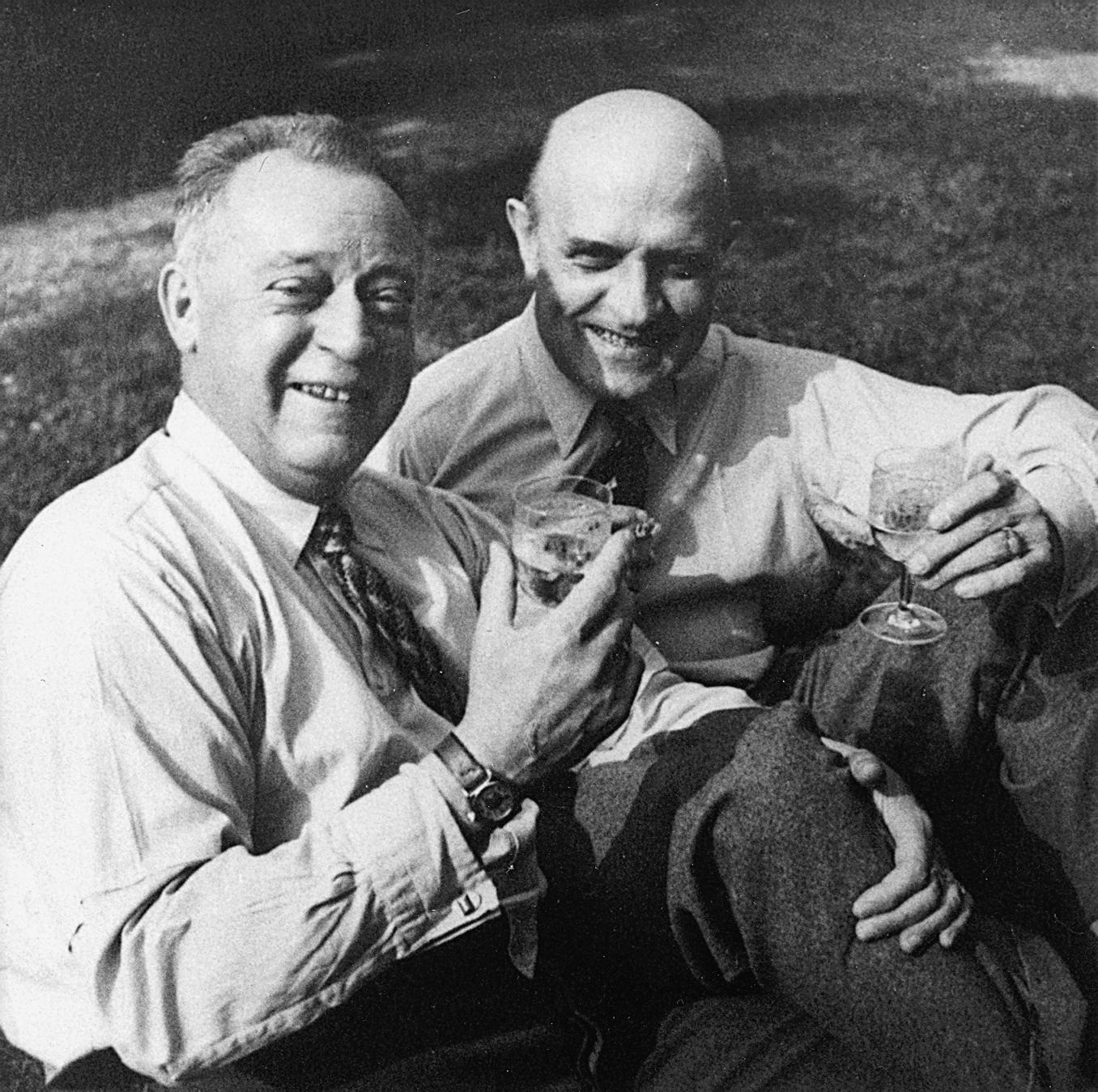
Jelusich (rechts) und Karl Hans Strobl

## Leben

### Frühe Jahre
Mirko (eigentlich Vojmir, die slawisierte Form von Siegfried) Jelusich wurde als Sohn des kroatischen Bahnbeamten Anselm Jelusich und der sudetendeutschen Friederike Strasser in Semil im Ortsteil Podmoklitz (Podmoklice) in Nordböhmen (damals Österreich-Ungarn, heute Tschechien) geboren. Als er zwei Jahre alt war, zog die Familie nach Wien. Hier verbrachte er seine Kindheit und Jugend. An der Universität Wien versuchte er sich zunächst mit den Studien Rechtswissenschaften, Slawistik, Sanskrit und Historische Hilfswissenschaften, bevor er schließlich Philosophie bei Professor Friedrich Jodl studierte. In dieser Zeit machte er die Bekanntschaft des antisemitischen Schriftstellers Arthur Trebitsch, der ihn entscheidend beeinflusste und wurde Mitglied der Wiener akademischen Burschenschaft Gothia. Er wurde 1912 mit der Arbeit Stirners Erbe. Eine kritische Betrachtung über das Verhältnis des „Einzigen“ zum individualistischen Anarchismus in Deutschland zum Dr. phil.
promoviert.
Im Ersten Weltkrieg war Jelusich Artillerieoffizier und unterstützte mit dem Kriegs-Vaterunser 1914 auch in literarischer Form den Krieg.
Im November 1923 heiratete er die Bankangestellte Maria Greil, die Tochter eines städtischen Oberbaurats.

### Zeit des Nationalsozialismus
Die Bekanntschaft mit dem Schriftsteller Arthur Trebitsch beeinflusste stark seine politische Ausrichtung. Von 1923 bis zu dessen Auflösung im Juni 1933 (Verbot der NSDAP in Österreich) war Jelusich Redakteur des Ressorts Theater und Kunst für die Deutschösterreichische Tages-Zeitung (DÖTZ, das Hauptblatt der – damals noch legalen – österreichischen Nationalsozialisten). Schwerpunkt von Jelusichs Propaganda war der „Anschluss“ Österreichs an Deutschland. 1931 wurde er Zweiter Vorsitzender und schließlich Leiter der Ortsgruppe Wien der illegalen NS-Organisation Kampfbund für deutsche Kultur, einer politisch-literarischen Vorfeldorganisation des Nationalsozialismus in Österreich. Zum 20. April 1931 trat er der NSDAP bei (Mitgliedsnummer 443.841).
Durch den großen Erfolg seines Romans Caesar, der die Herrschaft des „starken Mannes“ und die politischen Ziele des Faschismus propagierte, konnte er ab 1933 als freier Schriftsteller arbeiten.
Gemeinsam mit dem NS-Autor und Dramaturgen Otto Emmerich Groh gründete Jelusich 1934 das „bodenständige und arische“ „Deutsche Theater“ in Wien, das von Karl Zeman geleitet wurde und in dem das Ziel proklamiert wurde, „eine bodenständige, von artfremden Einflüssen freie Bühne zu schaffen und zugleich vielen hunderten Angehörigen des arischen Schauspielerstandes, die unter dem Zwange der gegenwärtigen Verhältnisse sich jeder Betätigung beraubt sehen, wieder Möglichkeiten zu künstlerischem Aufstiege zu geben“.
Im Oktober 1935 gründete er die Zeitschrift Das Werk –  Monatshefte zur Pflege deutschen Schrifttums, die allerdings bereits nach der vierten Ausgabe 1936 eingestellt wurde. 1936 baute er gemeinsam mit anderen Autoren des nationalen Lagers wie Max Mell den Bund deutscher Schriftsteller Österreichs auf, welcher nach dem Anschluss nahtlos in der Reichsschrifttumskammer aufging. Ebenfalls 1936 gründete er den Tieck-Verlag unter der Verlagsleitung von Walther Scheuermann.
1937 leitete er mit Bruno Brehm den Verein Deutsche Bühne, dessen Ziel es war in Wien gegen die „Überfremdung der Bühnen“ anzukämpfen. Der Verein erhielt jedoch bis zum Anschluss 1938 keine Konzession für öffentliche Aufführungen.
Nach dem „Anschluss“ Österreichs 1938 an das Deutsche Reich beteiligte sich Jelusich mit einem Beitrag am „Bekenntnisbuch österreichischer Dichter“ (herausgegeben vom Bund deutscher Schriftsteller Österreichs), das den „Anschluss“ begeistert begrüßte.
Am 12. März 1938, dem Tag des „Anschlusses“, wurde Jelusich vom nationalsozialistischen Landeskulturamt unter der Leitung von Hermann Stüppäck im engen Einvernehmen mit dem von Oswald Menghin geleiteten Unterrichtsministerium der Seyß-Inquart-Regierung mit der kommissarischen Leitung des Burgtheaters in Wien betraut, reichte jedoch am 6. Juli desselben Jahres bei Reichsstatthalter Seyß-Inquart wegen Differenzen mit Propagandaminister Joseph Goebbels – dessen Zustimmung zu Jelusichs Ernennung nie eingeholt worden war – sein Enthebungsgesuch ein.
Am 1. Juli 1939 gründete Jelusich mit Genehmigung der Reichsschrifttumskammer den Wiener Dichterkreis. Mitglieder dieses Zirkels waren u. a. Bruno Brehm, Hermann Graedener, Max Mell, Karl Hans Strobl, Josef Weinheber und Josef Wenter.

### Nachkriegszeit
Am 16. August 1945 wurde Jelusich von der sowjetischen Besatzungsmacht verhaftet und wegen Innehabung einer höheren Parteifunktion und vermutlicher Illegalität unter Anklage gestellt. Im Verlauf des Prozesses versicherte er, „[e]r sei erst 1938 Mitglied der NSDAP geworden, sein Eintritt sei jedoch zurückdatiert worden auf das Jahr 1931; er sei nie von der Partei beeinflusst worden, habe niemals von seiner Mitgliedschaft profitiert und immer frei gehandelt.“ Die Untersuchungshaft dauerte elf Monate, am 25. November 1946 wurde Jelusich freigesprochen. Im Dezember 1946 wurde das Urteil vom Obersten Gerichtshof aufgehoben und in weiterer Folge die Beweisfindung wiederaufgenommen sowie eine neuerliche Untersuchungshaft gegen Jelusich verhängt. Im Rahmen der erneuten Ermittlungen wurde auch Jelusichs Vorgänger als Direktor des Burgtheaters Hermann Röbbeling vernommen. Nach einem Fluchtversuch stellte er sich am 3. Jänner 1947 dem Gericht und blieb bis Februar 1948 in Untersuchungshaft. Anfang Dezember 1949 wurde das Verfahren mangels eines strafbaren Tatbestands endgültig eingestellt.
1957 gründete Jelusich in Wien einen Allgemeinen Deutschen Kulturverband, dem allerdings kein Erfolg beschieden war und der in der Österreichischen Landsmannschaft aufging.
Die Freiheitliche Partei Österreichs (FPÖ) ermöglichte Jelusich sein letztes öffentliches Auftreten: Am 22. November 1957 hielt er die Festrede auf dem Antrittskommers der freiheitlichen Korporation in Innsbruck.
1966 wurde er mit dem Dichtersteinschild des 1999 wegen nationalsozialistischer Wiederbetätigung verbotenen Vereins Dichterstein Offenhausen ausgezeichnet.
Mirko Jelusich starb im Alter von 82 Jahren an einem Krebsleiden.
Bis zu seinem Tod unterhielt Jelusich Kontakt zu Alt- und Neonazis und auch nach seinem Tod wurde bzw. wird er in rechtsradikalen Kreisen hoch geschätzt.

## Literarisches Schaffen
Jelusich verfasste vor allem historische Romane, in denen er Personen wie Hannibal, Caesar, Heinrich den Löwen, Oliver Cromwell oder Gerhard von Scharnhorst idealisierte und als starke Führergestalten schilderte. Seine Bücher entsprachen damit weitgehend der nationalsozialistischen Ideologie, für die Jelusich auch in seinen kulturpolitischen Aktivitäten eintrat.
Hervorzuheben bei Hannibal ist die Erleichterung der Hauptfigur als der Krieg naht sowie die Unfähigkeit der Entscheidungsträger in Karthago, ihn zu unterstützen. Hier kann man davon ausgehen, dass Jelusich Krieg bewusst naiv-positiv und befreiend darstellen wollte sowie den Eindruck vermitteln, dass es Sinn macht, wenn der „Richtige“ die wichtigen Entscheidungen fällt und dies nicht von anderen behindert werden sollte. Im Roman kann Rom nur nicht besiegt werden, weil dies eben nicht erfolgte. Die Erleichterung Hannibals am Ende, als er sich, um nicht in Gefangenschaft zu geraten, für den Selbstmord entscheidet (welche als sehr positiv und einzig richtige Lösung dargestellt wird), weist Parallelen zu Hitler auf, der sich gleich entschied. Die erwähnten idealisierten Führergestalten verkörpern in dem Buch Hannibal und Scipio; es wird angedeutet, dass dies angeborene Eigenschaften seien die jemand hat oder nicht hat.
Bezeichnend sind vor dem Hintergrund der damaligen politischen Verhältnisse die Auflagezahlen seiner Hauptwerke Caesar und Cromwell. Der 1929 veröffentlichte Roman Caesar wurde ein Welterfolg. In mehr als ein Dutzend Sprachen übersetzt, betrug die Gesamtauflage bis 1938 bereits 70.400, nach Kriegsausbruch stieg sie weiter an. Bis 1961 waren 183.000 Exemplare gedruckt worden; zuletzt wurde Caesar 1969 vom Verlag Buchgemeinschaft Donauland herausgegeben. Auch seinem Roman Cromwell, der 1933 erschien, fast 500 Seiten umfasst und wie Caesar das Führerprinzip verherrlicht, war eine ähnlich hohe Auflage beschieden. Im Jahr 1940 betrug die Gesamtauflage 168.000, bis 1951 stieg sie auf 186.000 Stück.
Jelusich schrieb mehrere Theaterstücke, die der NS-Tendenzliteratur zugerechnet werden. Am 20. Dezember 1942 kam am Deutschen Volkstheater in Wien sein Drama „Samurai“ zur Uraufführung, das als „Hohelied männlichster Männlichkeit“ die Waffenbrüderschaft Deutschlands mit Japan unterstreichen sollte (Regie: Walter Bruno Iltz, Bühnenbild: Gustav Manker).
Für den 1937 uraufgeführten Film Condottieri schrieb er gemeinsam mit Luis Trenker und Kurt Heuser das Drehbuch.
1940 wurde das nach seiner Idee entstandene Drehbuch Die Rothschilds von C. M. Köhn und Gerhard T. Buchholz unter der Regie von Erich Waschneck verfilmt. Es handelt sich um einen NS-Propagandafilm, der in antisemitischer Weise den Aufstieg der jüdischen Bankiers Nathan Rothschild (London) und James Rothschild (Paris) behandelt.
In der Sowjetischen Besatzungszone wurden seine Schriften Deutsche Heldendichtung (1934), Caesar (1942), Hannibal (1943), Der Soldat (1943) und Die unvollständige Kompanie (1944) auf die Liste der auszusondernden Literatur gesetzt. Auf der vom Österreichischen Bundesministerium für Unterricht herausgegebenen Liste der gesperrten Autoren und Bücher erscheint er mit allen seiner Werke.
Trotz ihrer ideologischen Ausrichtung wurden seine Romane auch nach dem Ende des NS-Staates bis in die 1970er Jahre in Österreich und Deutschland verlegt.

## Auszeichnungen und Ehrungen
- 1941 Grillparzer-Preis (gemeinsam mit Josef Weinheber)
- 1966 Dichtersteinschild des 1999 wegen nationalsozialistischer Wiederbetätigung verbotenen Vereins Dichterstein Offenhausen

## Werke

### Romane
- Asa von Agder. Ein Wikinger-Roman. Paul Neff, Wien 1964
- Bastion Europas. F. G. Speidel’sche, Wien 1951
- Caesar. F. G. Speidel’sche, Wien 1929
- Cromwell. F. G. Speidel’sche, Wien 1933
- Der Löwe Tieck, Wien 1936 & Franz-Eher-Verlag 1937
- Der Ritter. Tieck, Wien 1937
- Der Soldat. F. G. Speidel’sche, Wien 1939
- Der Stein der Macht. Pilgram, Salzburg 1958
- Der Thyrsosstab. Leonhardt, Wien 1920
- Der Traum vom Reich. Safari, Berlin 1941
- Die Wahrheit und das Leben. Pilgram, Linz 1949
- Don Juan – Die sieben Todsünden. F. G. Speidel’sche, Wien 1931
- Hannibal.,  F. G. Speidel’sche, Wien 1934
- Talleyrand. Paul Neff, Wien 1954

### Theaterstücke
- Abisag von Sunem: Schauspiel in 4 Aufzügen. O. Erich Verlag (Ohne Jahr)
- Cromwell, Schauspiel in 5 Aufzügen. F.G. Speidel’sche Verlagsbuchhandlung, Wien/Leipzig 1934
- Der gläserne Berg: Ein Spiel von zwei Menschen aus verschiedenen Welten. In einem Vorspiel und 3 Aufzügen. Drei Masken-Verlag, Berlin 1917
- Samurai: Schauspiel in fünf Aufzügen . F.G. Speidel’sche Verlagsbuchhandlung, Wien/Leipzig 1943

### Drehbücher
- Condottieri. D/I 1936/1937, Drehbuch: Luis Trenker, Kurt Heuser, Mirko Jelusich
- Die Rothschilds. D 1940, Drehbuch: C. M. Köhn, Gerhard T. Buchholz nach einer Idee von Mirko Jelusich (Das Haus Rothschild)

### Sonstige Werke
- Das große Spiel: Die Tragödie des Mannes. O. Erich Verlag (ohne Jahr)
- Das Werk: Monatshefte zur Pflege deutschen Schrifttums. Herausgegeben von Mirko Jelusich, Österreichische Wirtschaftsverlag KG Payer & Co.,  Wien 1935
- Der Toni und die Loidolter. Reichsverband der deutschen Sparkassen 1931.
- Der Zauber von Wien. E. Fischer Verlag, Wien 1931
- Die Gefangenen Fahnen: Ein Gedicht. (ohne Verlag) 1913
- Die unvollständige Kompanie: Novelle. Wiener Verlag, Wien 1944
- Eherne Harfe: Balladen und Gedichte . F.G. Speidel’sche Verlagsbuchhandlung, Wien/Leipzig 1942
- Ersatzkultur und Kulturersatz: Ein Vortrag. F.G. Speidel’sche Verlagsbuchhandlung, Wien/Leipzig 1933
- Geschichten aus dem alten Österreich: Soldaten, Künstler, Leut’ und Herrschaften. Deutsche Buch-Gemeinschaft, Wien 1961
- Geschichten aus dem Wiener Wald: 100 Österreichische Anekdoten. Tieck-Verlag, Wien 1937
- Geschichten um das Wiener Künstlerhaus: Das Haus und die Feste, die Hausherren, die Gäste. Kremayr & Scheriau, Wien 1965
- Margreth und der Fremde. Reclam-Verlag, Leipzig 1942
- Sickingen und Karl V. Verlag Deutscher Volksbücher, Stuttgart 1943
- Soldaten, Künstler, Leut' und Herrschaften: Erinnerungen zweier Alt-Österreicher. Kremayr & Scheriau, Wien 1961
- Streit um Agnes: Erzählung aus der Stauferzeit. Reclam-Verlag, Leipzig 1937
- Traum und Tat: Gedichte. Hohenstaufen Verlag, Berg am Starnberger See 1985
- Vater unser 1914: Gedicht. Vaterland Verlag, Berlin u. Hermes Verlag, Wien (ohne Jahr)
- Weinschenker und Weinbeschenkte: Lobspruch des Wiener Heurigen. Kremayr & Scheriau, Wien 1962
- Stirners Erbe: Eine kritische Betrachtung über das Verhältnis des „Einzigen“ zum individualistischen Anarchismus in Deutschland. Verlag Max-Stirner-Archiv, Leipzig 1998 [Nachdruck der 1911 an der Universität Wien eingereichten Inaugural-Dissertation]